# 新潟大学附属特別支援学校
新潟大学附属特別支援学校（にいがただいがくふぞくとくべつしえんがっこう）は、新潟県新潟市中央区西大畑町にある新潟大学附属の特別支援学校である。

## 設置課程
- 小学部
- 中学部
- 高等部

## 沿革
- 2004年（平成16年）4月 - 国立大学法人化
- 2007年（平成19年）4月 - 学校教育法改正によって、特別支援教育導入を受け新潟大学教育人間科学部附属特別支援学校に校名変更
- 2008年（平成20年）4月 - 学部改組に伴い、新潟大学教育学部附属特別支援学校に校名変更
- 2020年（令和2年）4月 ‐ 新潟大学附属特別支援学校に校名変更

## アクセス
JR新潟駅から
万代口バスターミナルより新潟交通のバスを利用する。
- 7番線　C2 浜浦町線　「西部営業所行き、信濃町行き、水族館行」に乗車
  - 西大畑坂上　下車すぐ

その他
- JR白山駅から徒歩20分
- 県内高速バス各線（長岡、十日町、柏崎、直江津・高田、糸魚川、三条・燕、五泉・村松、津川・上川、村上方面）市役所前にて下車徒歩15分